# Ciudad vieja de Alepo
La ciudad vieja de Alepo es el centro histórico de la ciudad de Alepo, Siria. Muchos distritos de la ciudad antigua se mantuvieron esencialmente sin cambios desde su construcción durante el siglo XII hasta el siglo XVI. Al ser sometida a repetidas invasiones y a la consiguiente inestabilidad política, los habitantes de la ciudad se vieron obligados a construir barrios de estilo células, social y económicamente independientes. Cada barrio se caracterizaba por las características étnicas y religiosas de sus habitantes.
La ciudad vieja de Alepo, compuesta por la antigua ciudad intramuros y los antiguos barrios de tipo células fuera de las murallas, tiene una superficie aproximada de 350 hectáreas (3,5 km²) y tiene una población de más de 120.000 habitantes.
Caracterizada por sus grandes mansiones, calles estrechas, zocos cubiertos y caravasares antiguos, la antigua ciudad de Alepo fue nombrada Patrimonio de la Humanidad por la Unesco en 1986. El 20 de junio de 2013, la Unesco incluyó a todos los sitios sirios en la lista del Patrimonio de la Humanidad en peligro para alertar sobre los riesgos a los que están expuestos debido a la Guerra Civil Siria.

## Guerra en Siria; daños y sistemática destrucción
Desde el inicio de la Guerra Civil Siria, gran parte del casco histórico de Alepo se ha visto gravemente dañado; con numerosos lugares reducidos a escombros o destruidos. Los combates en la ciudad, que han ido en aumento desde 2012 hasta ahora, han devastado a la Ciudad Vieja de Alepo.
Muchas zonas del Zoco Al-Medina y otros edificios medievales de la ciudad vieja fueron destruidos o quemados debido a un incendio provocado el 29 de septiembre de 2012 como resultado de la batalla de Alepo.
Otros muchos edificios fueron destruidos por  bombas lanzadas por aviones, tanques y la artillería del gobierno sirio.
A lo largo de 2013, el lugar ha sufrido un deterioro sistemático producto de los ataques y las batallas que lo acechan. Tan solo el 24 de marzo, la histórica Gran Mezquita de Alepo sufrió bombardeos que derrumbaron su minarete y la dejaron con graves daños.